# Sojuz-Wostok
Sojuz-Wostok (ozn. kodowe 11A510) – radziecka rakieta nośna, pochodna pocisku balistycznego R-7. Wykorzystywała ona główne i pomocnicze silniki rakiety Sojuz, drugi człon rakiety Wostok-2 oraz bliżej nieokreślony trzeci stopień. Rakieta powstała wskutek anulowania programu rakiet UR-200, w celu wynoszenia prototypowych satelitów RORSAT, do czasu rozpoczęcia eksploatacji rakiety Cyklon-2.

## Starty
1. 27 grudnia 1965, 22:19 GMT; miejsce startu: Bajkonur (LC-31/6), Kazachstan
Ładunek: Kosmos 102; Uwagi: start udany
2. 20 lipca 1966, 09:07 GMT; miejsce startu: Bajkonur (LC-31/6), Kazachstan
Ładunek: Kosmos 125; Uwagi: start udany